# جان اشکرافت
جان اشکرافت (به انگلیسی: John Ashcroft) سناتور سابق عضو حزب جمهوری‌خواه ایالات متحده آمریکا بود. وی در سال ۱۹۹۵ تا ۲۰۰۱ میلادی سناتور ایالت میزوری در سنای ایالات متحده آمریکا بود.